# スマキエー
スマキエーもしくはスマギエー（アラビア語: السماقية、sumaghiyyeh) は、特別な日に出されるガザシティ発祥の伝統的なパレスチナ料理。
香辛料のスマックが料理名の由来である。古くから伝わるアラブ料理のひとつで、11世紀にはすでにAbū al-Muṭahhar al-Azdī著の『Ḥikāyat Abū al-Qāsim（アブアルカシムの物語)』の中に他の料理と並んで登場している。15世紀の料理本『Kitāb al-Ṭibāḫa』で、著者Ibn al-Mubarradが調理法を紹介している。
最初にスマックを挽いた粉を水に浸し、次にタヒニ（胡麻のペースト）と混ぜる。さらに水を加え、とろみをつけるための小麦粉を入れる。刻んだフダンソウをソテーし、ことこと煮込んだ牛肉を細切れにしたもの、ヒヨコマメとともに、混ぜあわせたペーストに加えて火にかける。オリーブオイルで揚げたニンニクとディルシード、トウガラシを上に散らし、めいめいの器に注いで冷やす。ピタパンですくって口に運ぶ。